# 外屏六
外屏六（双鱼座ξ，ξ Psc）是双鱼座的一个分光双星系统，视星等为+4.63，距离地球约179光年。